# 生田目竜也
生田目 竜也（なばため たつや、2002年2月22日 - ）は、栃木県さくら市出身（出生地は大田原市）で、二子山部屋所属の現役大相撲力士。本名同じ。身長177cm、体重161kg。最高位は東十両5枚目（2025年3月場所）。

## 来歴
タイ出身の母と日本人の父との長男として栃木県大田原市に生まれる。父は生田目が小学生の時に家を出てそれ以降生活が困窮した。また母は日本語が苦手であったこともあり心身ともに不調となり、中学1年生の時に栃木県矢板市の支援施設に、中学2年生の2学期だった14歳の時からは栃木県さくら市の養護施設に預けられた。養護施設に預けられてからも母は定期的に訪問に訪れていた。
中学時代は野球部と吹奏楽部に所属したほか、水泳や卓球にも取り組んだが、小学生の時に栃木県のわんぱく相撲で2位となった以降は中学校の頃まで本格的に相撲に取り組んだことは無かった。しかし、中学時代の教師が栃木県立矢板高等学校の相撲部監督の息子という縁もあり、同高校進学後は相撲部に入部し、本格的に相撲を始めた。
1年時に大相撲の14代二子山（元大関・雅山）から勧誘を受けて大相撲入りを決意。1年時から団体戦で大将を任され、2、3年時には全国高校総体個人戦に出場。2年時には関東高等学校選抜相撲大会で準優勝、国体にも2年連続で出場した。もっとも十両昇進時の報道によると、本人は実績が無い選手だと自己評価していたとのこと。
高校3年時に大相撲の二子山部屋へ入門し、2020年1月場所で初土俵。貧しい母子家庭で育ったので、大相撲入門は必然的であった。序二段時代の2020年7月場所と翌9月場所は、2場所続けて最初の相撲から6連勝し、最後の7番相撲に敗れて序二段優勝を逃した。入門2年目の2021年7月場所で幕下に昇進した。
2023年9月場所は、4番目の栃武蔵との取組で左膝前十字靭帯を損傷して5番目から休場したが、7番目から再出場した。
2024年3月場所は自己最高位を西幕下5枚目に更新して臨み、11日目の6番相撲終了時点で4勝2敗。千秋楽に十両の千代栄との、入れ替え戦的要素を持つ一番が組まれたが、突き落としで敗れて十両昇進を逃した。
翌5月場所は番付を西幕下2枚目に上げて臨み、11日目の6番相撲終了時点で4勝2敗とし、一部報道で「新十両前進」と伝えられた。千秋楽は母親が国技館内で見届ける中で、十両の風賢央から5勝目を挙げた。千秋楽の取組後には「新十両確実」と報じられた。場所後に行われた番付編成会議で、翌7月場所での新十両昇進が決定した。さくら市からの関取昇進は史上初。十両昇進時のデイリースポーツの記事によると、将来的に力を付けた時には師匠の現役時の四股名「雅山」を襲名したいと意欲を見せていた。
7月場所新十両初日、同時に昇進した藤青雲に勝利し十両初白星を挙げたものの、翌2日目から5連敗、7、8日目と初の連勝を果たしたものの9日目から2度目の5連敗で2桁の黒星、1場所での幕下降格が確実となり、千秋楽の幕下若碇戦にも敗れ4勝11敗で終わった。
翌9月場所は4勝3敗と勝ち越し1場所で関取復帰を果たした。東十両14枚目で迎えた11月場所は白星先行で11日目時点で7勝目を挙げたもののそこから4連敗し負け越し。幕下陥落の可能性もある星ながら、他力士の成績との兼ね合いもあり2025年1月場所は番付据置となる。同場所は4日目まで1勝3敗と黒星先行となったものの、5日目から一転10連勝し十両3場所目にして初の勝ち越し、更に十両優勝争いに加わる。千秋楽に同じ3敗の安青錦に敗れたものの11勝4敗の好成績で終え、続く3月場所は東十両5枚目まで番付を上げる。しかし1勝1敗で迎えた同場所3日目、藤青雲との取組で敗れた際に古傷の左脚を痛めしばらく立ち上がれず、翌日から途中休場、「左膝前十字靱帯損傷、左膝内側半月板損傷により3日間の安静加療を要する見込み」との診断書を提出したことが日本相撲協会から公表され、師匠の二子山も再出場を示唆した。9日目から再出場したが、復帰初戦が初の幕内での取組となる安青錦との一番となり黒星。7月場所は左膝前十字靱帯損傷、左膝内側半月板損傷のため初日から休場。14代二子山は、同年6月の合宿中に古傷が悪化したため靭帯を移植する手術を受け、4場所程度の休場が見込まれる状況になっていると説明した。

## 取り口
得意とするのは、突き押しの相撲。とっさの突き落としも見られるが、下位時代からの左膝の古傷を抱えているため下半身が脆く、変化を食いやすく引き技に落ちやすい。また、相撲が単調なのも弱点。

## 人物
- 協会公式プロフィールによると、好きな歌手はZORN、ID、ウィル・スパークス、ツチヤカレン。好物は寿司(特に玉子)。好きなテレビ番組は『しゃべくり007』。好きなYouTubeチャンネルはダイアン公式チャンネル。好きなドラマは『プリズン・ブレイク』。好きな漫画は『世紀末リーダー伝たけし!』。趣味はDJ、バー巡り[25]。
- 好きな音楽はハードコアテクノ。韓国のEVEというDJや日本人のFUMIというDJなど、DJ系をよく聴く[26]。

## エピソード
- 新十両昇進の際の日刊スポーツの記事では本人が「自分はヤンチャで」と養護施設で育った理由について仄めかしている[8]。
- 同部屋の三田とは小学校の頃からの幼なじみ[27]。
- プロ野球選手の生田目翼とは明確な関係性は新十両昇進時の報道では不明だというが、生田目姓のルーツが出身地に近いことから本人は親戚と確信しているとのこと[8]。
- 2024年7月場所時点で主立った実績なしのいわゆる「高卒叩き上げ」の関取は、生田目を含めわずか6人である[28]。
- 母は食肉関係の仕事をしており、角界入り後も生田目にソーセージなどを部屋まで差し入れしてくれるという[28]。
- 新十両になった2024年7月場所初日、土俵入りでは降りる位置を間違えたり、取組時に力水を受ける際、四股を踏むのを忘れてしまい藤青雲と顔を見合わせたりと初々しいハプニング。その後は白星を勝ち取り視聴者の期待を裏切らない撮れ高の多さを見せつけた[29]。

## 主な成績
2025年7月場所終了現在

### 通算成績
- 通算成績：141勝106敗25休（33場所）
- 十両成績：33勝38敗19休（6場所）

### 場所別成績
| | 一月場所 初場所（東京） | 三月場所 春場所（大阪） | 五月場所 夏場所（東京） | 七月場所 名古屋場所（愛知） | 九月場所 秋場所（東京） | 十一月場所 九州場所（福岡） |
| --- | ----------------------- | ----------------------- | ----------------------- | --------------------------- | ----------------------- | --------------------------- |
| 2020年 （令和2年） | （前相撲）              | 東序ノ口23枚目 5–2      | 感染症拡大 により中止   | 西序二段75枚目 6–1          | 西序二段4枚目 6–1       | 西三段目44枚目 5–2          |
| 2021年 （令和3年） | 東三段目18枚目 1–1–5    | 東三段目51枚目 5–2      | 東三段目24枚目 5–2      | 東幕下60枚目 4–3            | 西幕下50枚目 6–1        | 西幕下20枚目 2–5            |
| 2022年 （令和4年） | 西幕下34枚目 3–4        | 西幕下46枚目 3–4        | 東幕下52枚目 3–4        | 東幕下59枚目 4–3            | 西幕下49枚目 6–1        | 西幕下22枚目 3–4            |
| 2023年 （令和5年） | 東幕下30枚目 4–3        | 西幕下24枚目 6–1        | 東幕下9枚目 3–4         | 西幕下11枚目 4–3            | 東幕下7枚目 2–4–1       | 西幕下16枚目 4–3            |
| 2024年 （令和6年） | 東幕下12枚目 5–2        | 西幕下5枚目 4–3         | 西幕下2枚目 5–2         | 西十両14枚目 4–11           | 東幕下4枚目 4–3         | 東十両14枚目 7–8            |
| 2025年 （令和7年） | 東十両14枚目 11–4       | 東十両5枚目 3–8–4       | 西十両12枚目 8–7        | 西十両10枚目 休場 0–0–15    | x                       | x                           |
| 各欄の数字は、「勝ち-負け-休場」を示す。 優勝 引退 休場 十両 幕下 三賞：敢=敢闘賞、殊=殊勲賞、技=技能賞 その他：★=金星 番付階級：幕内 - 十両 - 幕下 - 三段目 - 序二段 - 序ノ口 幕内序列：横綱 - 大関 - 関脇 - 小結 - 前頭（「#数字」は各位内の序列） |                         |                         |                         |                             |                         |                             |

## 改名歴
- 生田目 竜也（なばため たつや）2020年1月場所 -